# Gamín
Gamín és una pel·lícula documental colombiana de 1977 dirigida i escrita per Ciro Durán.

## Sinopsi
Narrat per Carlos Muñoz, es tracta d'un documental sobre el tema de la vida dels "gamines", una paraula que es refereix als nens del carrer a Colòmbia, que han trencat tots els llaços familiars i s'han reagrupat diàriament per a sobreviure als carrers de la ciutat. La pel·lícula il·lustra amb impactants imatges la falta d'habitatge i les dures condicions de vida d'aquests nens supervivents que dormen als carrers de Bogotà i han de robar menjar i vendre cartó per a sobreviure.

## Premis
Va rebre el premi Premi Donostia als nous realitzadors al Festival Internacional de Cinema de Sant Sebastià 1979 ex aequo amb Un'emozione in più de Francesco Longo.